# Äppelknyckargänget
Äppelknyckargänget (engelska: The Apple Dumpling Gang) är en amerikansk westernkomedifilm från 1975 i regi av Norman Tokar. I huvudrollerna ses Bill Bixby, Susan Clark, Don Knotts och Tim Conway. Filmen fick en uppföljare 1979, Gänget drar vidare.

## Handling
Året är 1879 och spelaren Russell Donovan (Bill Bixby) anländer till Quake City i Vilda Västern, på sin resa mot New Orleans. Där stöter han på en gammal bekant, John Whintle (Don Knight). Whintle ska resa till San Francisco samma kväll och ber Donovan att ta emot värdefull last som ska anlända via diligens följande morgon. Donovan accepterar mot en viss ersättning. Donovan inser dagen efter att han blivit lurad, lasten består av tre små föräldralösa barn, Bobby, Clovis och Celia Bradley. Dessa blir nu när Whintle rest istället Donovans ansvar.
Stadens sheriff, barberare tillika domare, Homer McCoy (Harry Morgan) informerar Donovan om att han är skyldig enligt lagen att ha vårdnaden om barnen, om han inte kan finna någon annan som tar över den. Barnen kommer i vägen för Donovans förehavanden och planer och visar sig vara svåra att attrahera andra vårdnadshavare till, då de far vilt fram i staden och orsakar skador lite här och var. Donovans resekassa till New Orleans går därmed istället åt till att ersätta allt vad hans små myndlingar ödelägger.
Samtidigt anländer två klumpiga kumpaner ur en gammal kriminell liga, Amos Tucker (Tim Conway) och Theodore Ogelvie (Don Knotts) till staden. De ger sig genast i kast med att försöka råna Donovan på vad som återstår av hans tillgångar, men de lyckas inte särskilt bra...

## Rollista i urval
- Bill Bixby - Russell Donovan
- Susan Clark - Magnolia Dusty Clydesdale
- Don Knotts - Theodore Ogelvie
- Tim Conway - Amos Tucker
- David Wayne - Col. T.R. Clydesdale
- Slim Pickens - Frank Stillwell
- Harry Morgan - Homer McCoy
- John McGiver - Leonard Sharpe
- Don Knight - John Wintle
- Clay O'Brien - Bobby Bradley
- Brad Savage - Clovis Bradley
- Stacy Manning - Celia Bradley
- Dennis Fimple - Rudy Hooks